# Lichenopeltella pinophylla
Lichenopeltella pinophylla är en lavart som först beskrevs av Franz Xaver von Höhnel, och fick sitt nu gällande namn av P.M. Kirk & Minter 2007. Lichenopeltella pinophylla ingår i släktet Lichenopeltella och familjen Microthyriaceae.   Inga underarter finns listade i Catalogue of Life.
I den svenska databasen Dyntaxa används istället namnet Trichothyrina pinophylla för samma taxon.  Arten är reproducerande i Sverige.